# Курино (Липецкая область)
Ку́рино — село Синдякинского сельсовета Хлевенского района Липецкой области. 
Название села произошло от слова курья, что означает старое русло реки. Все село расположено на берегу старого русла реки Воронеж.

## История
Впервые упоминается в Дозорной книге 1615 года. В 1800 году в Курино была построена Николаевская церковь. Также в селе Курино очень чистая река Воронеж.

## Население
| 1859 | 2009 | 2010 |
| ---- | ---- | ---- |
| 286  | ↘82  | ↗84  |